# Loxigilla
Genre
Loxigilla est un genre de passereaux de la famille des Thraupidae. Ses espèces étaient auparavant appelées sporophiles. Ce sont maintenant des pèrenoirs.

## Liste d'espèces
Selon la classification de référence du Congrès ornithologique international (version 5.2, 2015) :
- Loxigilla portoricensis – Pèrenoir de Porto Rico
- Loxigilla violacea – Pèrenoir petit-coq
- Loxigilla noctis – Pèrenoir rougegorge
- Loxigilla barbadensis – Pèrenoir de Barbade